# ハートフォード・キャッスル
ハートフォード・キャッスルは、イングランドのハートフォードシャー州のカウンティタウンであるハートフォードを流れるリー川の傍にあり、ノルマン時代に建てられた。内部の建物の殆どは解体されている。残存している主な横断面はチューダー様式のゲートハウスで、第1級指定建築物の建物である。城の東側にある外壁部分も存在しており、第2*級指定建築物となっている。

## 歴史

### 中世の歴史
ハートフォード・キャッスルは913年頃にエドワード長兄王によって最初に要塞化された状態で建てられた。ノルマン征服が起こった1066年、モット・アンド・ベイリー形式の城は堀で囲まれた場所だった。ウィリアム1世はハートフォードシャー州高官であるピーター・ド・ヴァロニーヌ（Peter de Valognes）に城を供与した。
ヘンリー2世は城に対する多大な興味と城の将来性を抱き、1170年から1174年にかけて実質的に再建した。これには燧石製の壁、跳ね橋、およびゲートハウスが含まれていた。この城はリチャード1世の摂政であるウィリアム・ド・ロンシャンによりリチャード1世の治世の間にさらに強化された。この城は1184年にロベルト・ド・ヴァロニーヌ（Robert de Valognes）が跡継ぎを残さぬまま世を去ったのち、王室によって統治された。しかしながら、それはロベルト・ド・ヴァロニーヌの娘婿であるロバート・フィッツウォルターにより主張されている。彼は城、任命した彼個人の貸借人、および守備隊を差し押さえた。彼はその後にイングランド王のジョンによって強制退去させられたとはいえ、結局のところ城の統治者に任命された。
1216年にアンジェロ・サルヴォ（Angelo Salvo）が亡くなったのち、統治者であるウォルター・ド・ゴーダヴィル（Walter de Godarvil）が城を明け渡すまで、フランスの攻城戦が1ヶ月間続いた。しかしながらフランスはヘンリー3世の援助を受け、1217年までに城を去っていった。これを受けて、城の軍事的役割は王家の大邸宅としての使用に対する代理人となり、1299年にエドワード1世が2番目の妻であるマーガレット王妃に城を与えた。
エドワード2世の統治期間中の1309年、初めて城においてテンプル騎士団の政治犯が数名捕らえられた。エドワード2世の妻であるイザベラ王妃と息子のエドワード3世は大半の時間を城で過ごし、王妃は1358年に城内で亡くなった。
百年戦争の最中、城は王家と貴族の捕虜を拘留するのに使用され、捕虜の中には1359年に捕らえられたスコットランド王のデイヴィッド2世やフランス王のジャン2世も含まれていた。翌年、城は海外遠征時以外で別荘として使用しながら殆どの期間を城で過ごしたエドワード3世の3番目の息子であるジョン・オブ・ゴーントに供与された。防衛施設はこの時期に再度改築、および強化された。1399年にジョン・オブ・ゴーントが亡くなったのち、リチャード2世が新しい妻として当時8歳のキャサリン・オブ・ヴァロワを任命したハートフォード・キャッスルを含むランカシャー州にあるすべての私有地を獲得した。
城は王家のものとして引き継がれ、1418年にヘンリー5世が妻であるカトリーヌ王妃に城を供与し、ヘンリー5世とカトリーヌ王妃はともに長い時間を城で過ごした。ヘンリー5世の息子であるヘンリー6世は幼少期の大半を城で過ごした。1445年、ヘンリー6世はマーガレット王妃と結婚し、彼女に城を供与した。しかしながら薔薇戦争の結果、王の座は妻であるエリザベス王妃に城を供与したエドワード4世の手に渡った。リチャード3世が王となった時、城は卓越した援助者の一人である初代バッキンガム伯爵のハンフリー・スタッフォードに供与された。

### テューダー朝時代
1486年、ヘンリー7世はエリザベス・オブ・ヨークと結婚し、翌年に彼は妻に城を贈った。ヘンリー7世自身はハートフォードで少しの時間を過ごしたが、ちょうど郊外にある製紙工場であるセーレ・ミルに2度ほど訪問したことが記録されており、この製紙工場は彼が紙を供給するために現れた場所である。ヘンリー7世の息子であるヘンリー8世は城を現在も残るゲートハウスを含めた民間の宮殿に変えるべく多額の額を費やした。その後、エドワード6世がメアリー1世に城を供与した。やがて起きる彼女の治世中に、城はプロテスタントの殉教者を拘置するのに利用された。エリザベス1世はハートフォード・キャッスルを頻繁に訪れていた。

### 現代の歴史
しかしながら、ジェームズ1世の治世から城は王家の大邸宅ではなくなり、悪化の一途を辿った。チャールズ1世が国王の座に就いた後、城は第2代ソールズベリー伯であるウィリアム・セシルに供与された。現在では城の大半がテューダー朝時代から使用されておらず荒廃化している。城は建物の修復を実行してきたハーティングフォードベリー・パークのウィリアム・ハリントン卿（Sir William Harrington)に貸し出された。それからウィリアム・ハリントン卿はロンドン港で税関長を務めるウィリアム・カウパー卿（Sir William Cowper）に貸借権を譲渡した。この時から城はセシル家の所有であり続け、セシル家はウィリアム・カウパー卿に対して多数の相続人である居住者の継承権を賃借した。1790年頃、南側のウィングがゲートハウスに付け加えられた。現存するゲートハウスの窓は作り直され、胸壁は煉瓦製の銃眼付き胸壁に追加された。1800年頃、新しい玄関口と小屋が第2代ダウンシャー侯爵のアーサー・ヒルの手により作り上げられた。
1805年から1809年にかけて、城は東インド会社カレッジの邸宅になった。1822年、一般調剤薬局が町の慈善活動の原動力となったトーマス・ロイド牧師（Rev. Thomas Lloyd）により城内で開設された。
1911年、ハートフォード・コーポレーション（Hertford Corporation）は第4代ソールズベリー侯爵のジェイムズ・ガスコイン＝セシルからゲートハウス（当時はこれだけしか残っていなかった）を借り受け、管理宿舎とした。敷地は公衆向けの庭園となった。1930年代、北側のウィングが新たにゲートハウスに付け加えられ、20世紀後半にソールズベリー卿が城に残されたものを町へと寄贈した。